# A kérők
A kérők Kisfaludy Károly első, 1817-ben írt vígjátéka. A darabot először Pesten játszották 1819. szeptember 24-én. Nyomtatásban először 1820-ban jelent meg a Szécsi Mária vagy Murányvár ostromlása című művel együtt.

## Szereplők
Eredeti vígjáték három felvonásban
- Hősváry, ezredes
- Baltafy, kapitány
- Máli, ennek leánya
- Károly, Lidi, fogadott gyermekei
- Báró Szélházy
- Perföldy, ügyész
- Margit, Baltafy testvérnénje
- Ferenc, öreg káplár
- Tamás, Perföldy inasa
- János, Baltafy inasa
- Vilhelm, Szélházy inasa
- Kertészek

## Cselekménye
Az író a korabeli, 19. század eleji vidéki nemesi életből merítette témáját. Hőseit szelíd iróniával, megbocsátó mosollyal ábrázolta. 
Két kérőt mutatott be: Szélházyt, a haszonleső bárót és Perföldyt, a komoly fiskálist. A kérők Baltafy kapitány leánya, Máli kezéért versengenek, de Máli apjának fogadott fiát, Károlyt szereti. Mikor a szigorú kapitány kiadja a parancsot, hogy Málinak választania kell a két kérő között, a szerelmesek ügye elveszettnek látszik. A boldogtalan páron Károly testvére, az ötletes Lidi segít. Lidi kiadja magát a kapitány leányának, mire a kérők neki udvarolnak, az ő kezét kérik meg a kapitánytól. Így nemcsak haszonlesésükre, hanem Károly és Máli szerelmére is fény derül. A kapitány megbékül, a szerelmesek egybekelnek. Szélházy elpárolog, Perföldy azonban komolyan beleszeret Lidibe és feleségül veszi a cselszövőt. 
A derűs hangulatú darab komikus jelenetei Máli és Lidi személycseréje köré fűződnek. A helyzetből adódó komikumnál talán még mulattatóbbak a színen megjelenő jellegzetes magyar alakok: Perföldy, a jogi kifejezésekkel dobálózó, latinos beszédű prókátor; Szélházy, a külföldieskedő, hazafiatlan mágnás; Baltafy, a hirtelen haragú, de jószívű katona; Lidi, a tűzről pattant, bátorszavú lány; Margit, a bőbeszédű, kíváncsi nagynéni; végül a három inas, mindegyik gazdája képére teremtve. Az eleven környezetben csak az ifjú szerelmesek, Károly és Máli látszanak kissé merevnek, túl komolykodónak.

## Jelentősége
A színdarab lelkesedéssel töltötte el a korabeli színházi közönséget. Joggal érezhették, hogy nem kevés történt: Kisfaludy Károly megteremtette a magyar társadalmi vígjátékot. A kérők vígjátéki alapja és bonyolítása ugyan nem új. Az író itt és későbbi darabjaiban is (több kortársához hasonlóan) Kotzebue hatása alá került. Tartalomban és jellemzésben egyaránt sokat kölcsönzött tőle; német példaképének helyzeteit és fogásait, a színdarabjaiban alkalmazott félreértéseket, személycseréket szívesen használta. 
Kisfaludy legfőbb vígjátékírói érdeme, hogy sikerült színpadra vinnie az akkori magyar középosztály alakjait, ellesnie beszédmódjukat, hatásosan ábrázolnia a vidéki nemesség életének derűs vonásait. A darabból a régi magyar udvarházak patriarchális levegője árad. „Csokonai Tempefőije óta Kisfaludy Károly darabja a magyar nemesi kúriák világának első művészi rangú komikus ábrázolása.”

## Feldolgozásai
Kardos G. György feldolgozásában 1986-ban tv-játék készült belőle.